# Адміністративний поділ Маріупольського повіту на 1 січня 1911 року

## Маріупольський повіт. 1911 рік
- загальна кількість волостей — 29
- загальна кількість приказів — 2
- загальна кількість волостей і наказів — 31
- загальна кількість селищ — 164
- центр повіту — місто Маріуполь
- відмінності від 1886 року:
- знову створені:

1. Ново-Каракубська волость
2. Іванівська волость

- перейменовані:

1. Хрестівська волость у Стрітенську
2. Грунауська волость в Олександро-Невську
3. Бергтальська волость у Петропавлівську
4. Людвігстальська волость у Романівську

- список волостей:

1. Олександро-Невська (раніше = Грунауська)
  1. Олександро-Невське
  2. Казенносільське
  3. Листвянка
  4. Райгород
  5. Вишнювате
  6. Ясинівка
  7. Розівка
  8. Кузнецівка
  9. Богатівка
  10. Луганськ
  11. Маринівка
  12. Катеринопіль
  13. Кальчинівка
  14. Беловеж
  15. Ново-Краснівка
  16. Ново-Керменчик
  17. Ново-Панівка
  18. Зачатівка
2. Андріївська
  1. Андріївка
  2. Петро-Оленівка
  3. Красний Кут
3. Бешевська
  1. Бешеве
  2. Ново-Бешеве
  3. Велика Каракуба
4. Благодатнівська (раніше — Благодатівська)
  1. Благодатне
  2. Володимирівка
  3. Андріївка
  4. Ольгінське
  5. Валер'янівка
5. Богатирська
  1. Богатир
  2. Ново-Богатир
  3. Константинополь
  4. Улакли
6. Велико-Янисольська (Велико-Янисальська)
  1. Велико-Янисоль
7. Времіївська
  1. Времіївка
  2. Акимівка
  3. Михайлівка
  4. Мар'ївка
  5. Софіївка
  6. Нескучна
  7. Федорівка
8. Іванівська
  1. Богуславка
  2. Богородицьке
  3. Іванівка
  4. Кирилівка
  5. Ново-Татарка
  6. Ново-Преображенка
  7. Ново-Григорівка
9. Гнатівська
  1. Старо-Гнатівка
  2. Ново-Гнатівка
  3. Стила
10. Камарська
  1. Камар
  2. Федорівка
11. Каранська
  1. Карань
  2. Нова Карань
  3. Ласпа
12. Майорська («Маіорська»)
  1. Майорське
  2. Приют
  3. Чайшівка
13. Мало-Янісольська (Мало-Янісальська)
  1. Мало-Янісоль
  2. Чердакли
  3. Анадолія
14. Мангушська
  1. Мангуш
  2. Старий Крим
  3. Відрадівка
15. Мар'їнська
  1. Мар'їнка
  2. Олександрівка
  3. Максимільянівка
  4. Георгіївка
16. Михайлівська
  1. Михайлівка
  2. Олександрівка
  3. Костянтинівка
  4. Оленівка
  5. Любівка
  6. Прасковіївка
  7. Миколаївка
  8. Царський Посьолок
  9. Науменков
17. Миколаївська
  1. Миколаївка
  2. Ново-Троїцьке
  3. Платонівка
  4. Волноваха
18. Ново-Каракубська
  1. Нова Каракуба
19. Ново-Спасівська
  1. Новоспасівка
  2. Ново-Петрівське
  3. Старо-Петрівське
  4. Деревицьке
  5. Ново-Солдатське
20. Павлівська
  1. Павлівка
  2. Василівка
  3. Нікольське
  4. Ікряне
  5. Катеринівка
  6. Антонівка
  7. Свистунове
  8. Єлизаветівка
  9. Іллінка
  10. Романівка
  11. Успенка
  12. Богоявленка
  13. Всесвятське
  14. Пречистівка
  15. Аннівка
  16. Красна Балка
21. Петрівська
  1. Петрівське
  2. Єгорівка
  3. Євгенівка
  4. Ново-Петрівка
  5. Ново-Майорське
22. Петропавлівська (раніше = Бергтальська)
  1. Петропавлівка
  2. Ксенівка
  3. Сергіївка
  4. Ново-Романівка
23. Покровська
  1. Покровське
  2. Нікольське
  3. Стародубівка
  4. Федорівка
  5. Ново-Карпівка
  6. Олександрівка
24. Романівська (раніше = Людвигстальська)
  1. Романівка
  2. Антонівка
  3. Адамівка
  4. Єлизаветпіль
  5. Новодворівка
  6. Святотроїцьке
  7. Мирське
  8. Кам'янське
  9. Царське
  10. Мар'янівка
  11. Новгород
  12. Мар'їнополь
25. Сартанська
  1. Сартана
  2. Македонівка
  3. Візантія
  4. Чермалик
  5. Келерове
  6. Ново-Миколаївка
26. Старо-Керменчицька
  1. Старий Керменчик
27. Стрітенська (раніше = Хрестівська)
  1. Стрітенка
  2. Архангельське
  3. Знаменівка
  4. Хрестівка
  5. Ново-Олексіївка
  6. Лідино
  7. Апостолівка
  8. Дмитрівка
  9. Карлівка
  10. Златоустівка
  11. Ново-Миколаївка
  12. Ново-Петропавлівка
  13. Ново-Павлівка
  14. Ново-Олександрівка
  15. Ново-Володимирівка
  16. Ново-Апостолівка
  17. Ново-Бузівка
28. Темрюцька
  1. Темрюк
  2. Захар'ївка
  3. Богодарівка
  4. Сужена
29. Ялтанська (Ялтинська)
  1. Ялта
  2. Урзуф
  3. Юр'ївка

- прикази євреїв-землеробів

1. Графський
  1. Графська
  2. Зеленопілля
  3. Надійне
  4. Солодководне
2. Затишинський
  1. Затишшя
  2. Рівнопілля
  3. Хлібодарівка